# آمبوروبه
آمبوروبه (به لاتین: Amborobe) یک منطقهٔ مسکونی در ماداگاسکار است که در وهیپنو واقع شده‌است. آمبوروبه ۴٬۵۸۶ نفر جمعیت دارد و ۳۱ متر بالاتر از سطح دریا واقع شده‌است.